# Poznámky o barvách
Poznámky o barvách (německy: Bemerkungen über die Farben) je kniha obsahující soubor poznámek zabývající se problematikou barev. Autorem je filozof 20. století Ludwig Wittgenstein, který tyto poznámky sepsal na samotném sklonku svého života v letech 1950 v Oxfordu a 1951 v Cambridgi. Kniha byla vydána až posmrtně roku 1977 pod názvem Remarks on colour Wittgensteinovou žákyní a správkyní písemné pozůstalosti G. E. M. Anscombovou, která převzala Wittgensteinovy německy psané rukopisy a vybrala z nich poznámky, které následně uspořádala a rozčlenila do jednotlivých kapitol.

## Členění textu
Wittgenstein se svými filozofickými úvahami ohledně barev zabýval delší dobu a postupně své poznámky upravoval a revidoval. Tomu také odpovídá rozdělení textu do třech oddílů (I, II, III). 
Oddíl I Wittgenstein napsal v Cambridgi roku 1951 a jedná se v podstatě o vybrané a upravené myšlenky uvedené již v jeho starších poznámkách, uvedených v oddílech II a III. První oddíl je ze všech tří nejpodstatnější, jelikož obsahuje výsledné shrnutí všech Wittgensteinových myšlenek; jedná se o finální verzi jeho poznámek. 
Oddíly II a III byly do knihy zahrnuty, jelikož správcové Wittgensteinovy literární pozůstalosti usoudili, že i jeho prvotní myšlenky jsou velice zajímavé. Čtenář může pozorovat, jak se vyvíjely Wittgensteinovy filozofické úvahy od prvotního nastínění tématu ve starších poznámkách, až po finální verzi uvedenou v oddílu I. U druhého oddílu není možné jednoznačně určit, jestli poznámky v něm uvedené jsou starší nebo mladší než poznámky v oddílu III. Wittgenstein totiž psal poznámky na listy papíru, na které neuváděl datum; navíc zde byly ještě zároveň uvedeny i některé zápisky O jistotě. Oddíl III obsahuje starší poznámky, které Wittgenstein používal jako pracovní verzi, kde se snažil nastínit své úvahy, které následně ještě upravoval. Tyto poznámky tvoří hlavní část jeho rukopisu a byly sepsány na počátku roku 1950 v Oxfordu.

## Hlavní myšlenky textu
Poznámky o barvách jsou velice výjimečné už jen z toho důvodu, že se jedná o jedno z mála děl, ve kterých můžeme pozorovat Wittgensteina zaměřeného pouze na jedno filozofické téma. Tématu barev se již věnuje ve svých dřívějších pracích např.: Tractatus logico-philosophicus, Filosofické poznámky atd. V těchto dokumentech se ovšem téma barev vyskytuje jen okrajově na dokreslení a doplnění určitých myšlenek. Na rozdíl od Poznámek o barvách, kde barvy zaujímají hlavní roli.
Ve svých úvahách Wittgenstein vychází zejména z Goethovy Teorie barev a také z dopisu, který Johann Wolfgang von Goethe obdržel od umělce a teoretika barev Philippa Otty Rungeho. Goethe klade velký důraz na fenomenologii, zatímco Wittgenstein tvrdí, že samotná fenomenologie neexistuje, ale existují jednotlivé fenomenologické problémy. Toto je jeden z příkladů, ve kterém se Wittgensteinovy myšlenky ohledně barev rozchází s Goethovou teorií.
Aby bylo možné pochopit, jak Wittgenstein na samotnou problematiku barev pohlíží, je nutné se nejdříve obeznámit s jeho geometrií barev. Wittgenstein si vztahy mezi jednotlivými barvami představuje prostorově jako dva osmiboké jehlany, které jsou vzájemně vůči sobě otočené a sdílejí jednu podstavu (viz následující obrázek).

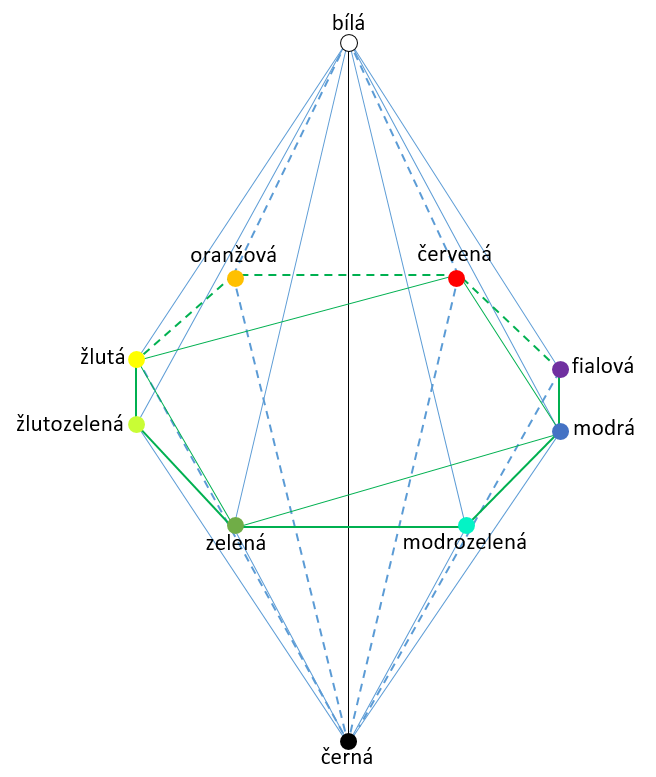
Prostorové schematické znázornění vztahů mezi barvami dle představy Ludwiga Wittgensteina

Vrcholy osmiúhelníku tvoří čtyři základní barvy (žlutá, zelená, modrá a červená) a mezi nimi čtyři barvy smíšené (oranžová, žlutozelená, modrozelená a fialová). Speciální význam pak Wittgenstein přisuzuje černé a bílé, které přiřazuje do vrcholů jehlanů. Tyto barvy se výrazně odlišují od ostatních barev obsažených v osmiúhelníku. Jednotlivé spojnice mezi vrcholy označují určité vztahy a možné přechody mezi danými barvami. Přímá spojnice mezi černou a bílou pak vyjadřuje jednotlivé odstíny šedé. Například červená a zelená jsou v osmiúhelníku barvy protilehlé a nemají mezi sebou uvedenou spojnici, a proto mezi nimi není možné nalézt žádný vztah (neexistuje červenavá zelená barva). Mezi červenou a zelenou tedy není možné nalézt pozvolný přechod, kde by se na jeho středu nacházela červenavá zelená. Tím ale není řečeno, že by nebylo možné smíchat červenou a zelenou barvu. Wittgenstein pouze poukazuje na neexistenci červenavé zelené barvy. Smícháním červené a zelené barvy červenavá zelená nevzniká. Toto je jedno z témat, kterému se Wittgenstein ve svých poznámkách podrobněji věnuje. V podobném duchu se věnuje i dalším protilehlým barvám žluté a modré. Jako příklad je zde uvedena desátá poznámka prvního oddílu.
"10. Toho, kdo se naučil nalézt nebo namíchat k danému barevnému odstínu nějaký žlutavější, bělavější, červenavější atd., kdo tedy zná pojem přechodové barvy, vyzveme nyní, aby nám ukázal červenavou zelenou. Tomuto pokynu může prostě nerozumět a reagovat třeba tak, jako bychom po něm žádali, aby po pravidelném čtyřúhelníku, pětiúhelníku nebo šestiúhelníku ukázal pravidelný jednoúhelník. Co kdyby ale bez váhání ukázal na nějaký barevný vzorek (třeba na černavou hnědou, jak bychom ho nazvali my)?"
Wittgensteinovo vnímání geometrie barev se tak zásadně odlišuje od Goethova, jelikož Goethe si představuje kruh barev (viz následující obrázek).

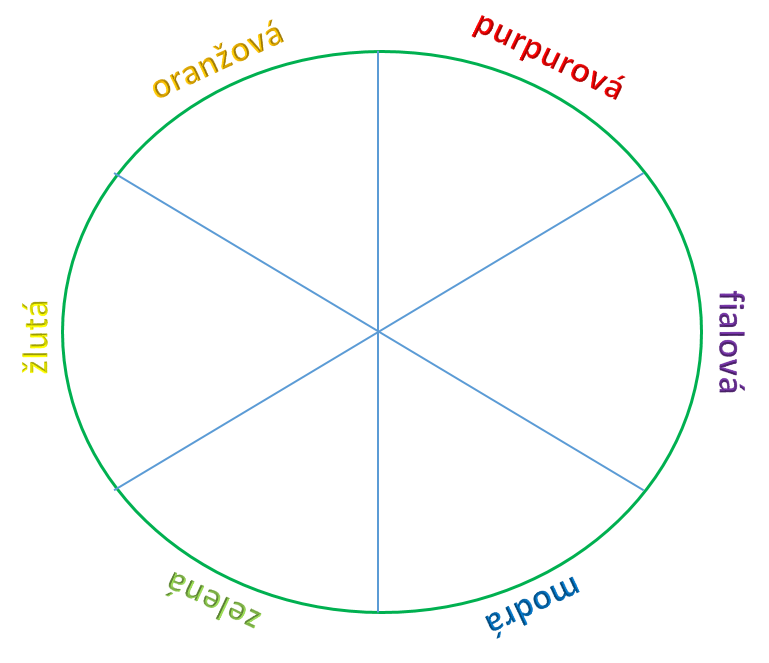
Kruh barev podle filozofa Johanna Wolfganga von Goethe

V tomto kruhu jsou rovnoměrně rozmístěny tři základní barvy (červená = purpurová, žlutá a modrá) a mezi nimi tři barvy z nich odvozené (oranžová, fialová a zelená). Goethova představa zelené jako barvy odvozené z modré a žluté přivádí Wittgensteina k úvahám nad tím, proč by zelená barva měla být považována za základní barvu. Ve svých poznámkách upozorňuje na to, že v zelené barvě nespatřuje žádné náznaky žluté a modré, a proto zelenou považuje za barvu základní a nikoliv odvozenou. Například v oranžové, která je přechodovou barvou mezi červenou a žlutou je možné zpozorovat náznaky žluté i červené. To ovšem pro zelenou dle Wittgensteina neplatí. Pro ilustraci tohoto tématu je zde uvedena šestá poznámka prvního oddílu.
"6. Co lze říci ve prospěch toho, že zelená je primární barva, a nikoli barva smíšená z modré a žluté? Bylo by správné říci: „To se dá poznat jen bezprostředně, když člověk ty barvy pozoruje?“ Jak ale vím, že slovy „primární barva“ míním totéž co někdo jiný, kdo má také sklon nazývat zelenou primární barvou? Ne – rozhodující jsou tu jazykové hry."
Těmito cennými poznatky ohledně geometrie barev se postupem času inspirovala celá řada dalších myslitelů a vědců, až vznikly další teorie a modely barev. V současné době počítačové grafiky se využívá zejména dvou barevných modelů. Jedním z nich je barevný model RGB. Tento model je založen na aditivním skládání barev, kde základními barvami jsou červená, zelená a modrá. Jejich společným mísením vznikají stále světlejší barvy (až bílá). Tento model se využívá zejména v obrazovkách, displejích atd. Druhým z nich je barevný model CMY (resp. CMYK). Na rozdíl od RGB je tento model založen na subtraktivním skládání barev, kde základními barvami jsou azurová, purpurová a žlutá. Jejich společným mísením vznikají stále tmavší barvy (až černá). Z toho důvodu, že ve skutečnosti zcela černá barva nikdy nevznikne (jen tmavě šedá), se ještě přidává černá barva navíc (tzv. klíčová barva). Tohoto barevného modelu se využívá zejména při tisku. Kromě těchto modelů vznikla ještě celá řada dalších (např. HSV, CIE). S těmito dvěma se ovšem v současné době člověk setkává nejčastěji.
Wittgensteinovy myšlenky ohledně základních a smíšených barev inspirovaly mimo jiné i kartografii. Ta kromě již výše zmíněných barevných modelů využívá také řadu barevných stupnic, které vznikají seřazením určité skupiny barev. Rozlišují se zejména dva druhy – kvantitativní a kvalitativní. Kvantitativní barevné stupnice ukazují množství (kvantitu) nějakého jevu. Pro tyto stupnice se využívá zejména přechodu mezi nejsvětlejší a nejtmavší barvou. Je možné je ještě dále dělit na konvergentní (využívají nejčastěji jednoho barevného tónu) a divergentní (využívají minimálně dvou barevných tónů, kdy mezi nimi se nachází tzv. lomový bod). Kvalitativní barevné stupnice naopak ukazují nějakou konkrétní hodnotu (kvalitu) daného jevu. Tyto stupnice využívají zejména větší množství barevných tónů, které jsou mezi sebou snadno rozlišitelné. Příkladem takových barev mohou být například barvy základní a smíšené. Pro tvorbu barevných stupnic v kartografii je klíčová vhodná volba barev. Z toho důvodu se mnoho kartografů inspiruje Wittgensteinovými poznatky a inspiruje se z jeho vnímání geometrie barev.
Dále se Wittgenstein také věnuje poznámkám, ve kterých navazuje a rozebírá myšlenky uvedené v dopise od Rungeho. Například Runge tvrdí, že barvy můžeme rozdělit na průhledné a neprůhledné, kde mezi neprůhledné patří černá a bílá. Wittgenstein tuto myšlenku průhlednosti dále rozvíjí a uvažuje nad tím, jak by průhledná bílá měla vypadat a co by dělala s barvami za sebou, pokud bychom například koukali skrz bílé průhledné sklo. Své úvahy také přirovnává k filmu promítanému na plátno v kině (viz 25. poznámka, I oddíl).
"25. V biografu lze někdy vidět události ve filmu tak, jako by se odehrávali za promítací plochou, přičemž ta by byla průhledná, byla by to třeba skleněná tabule. Toto sklo by odnímalo věcem jejich barvy a propouštělo by jen bílou, šedou a černou. (Nezabýváme se zde fyzikou, nýbrž uvažujeme o bílé a černé jako o barvách zcela stejného druhu jako zelená a červená.) – Člověk by si tedy mohl myslet, že si tu představujeme skleněnou tabuli, která by se dala nazvat bílou a průhlednou. A přece jsme se nepokusili ji tak nazvat: takže analogie např. s průhlednou zelenou tabulí se někde hroutí?"
Wittgenstein se ve svých poznámkách také věnuje tomu, že bílá barva je nejsvětlejší. Dále uvažuje nad tím, že to co září nemůže být šedé. Jedním z dalších témat, kterým se věnuje, je problematika barvosleposti a způsobu vnímání barev barvoslepými lidmi (zejména červené a zelené). V jeho poznámkách se setkáváme i s myšlenkami nad tím, co kdyby existovali lidé, kteří naopak vnímají více barev než mi. Také popisuje, že vnímání barev každého člověka je velice individuální a závisí na prostředí a kultuře, ve které žije.
Poznámky o barvách obsahují různé myšlenky, které se Wittgenstein často snaží čtenáři předložit ve formě různých jazykových her. Například nastiňuje různé situace, předkládá otázky atd. Někdy samotné řešení své myšlenky nevysvětluje nebo různé otázky nechává bez odpovědi. Čtenář je tak nucen se nad tématem sám zamyslet a část věcí si musí představit a domyslet sám.